# Wolfgang Frühwald
Wolfgang Frühwald (ur. 2 sierpnia 1935 w Augsburgu, zm. 18 stycznia 2019) – niemiecki literaturoznawca, profesor, członek zagraniczny Amerykańskiego Towarzystwa Filozoficznego (2010), członek zagraniczny Polskiej Akademii Nauk od 2005 roku, prezes Fundacji Alexandra von Humboldta.
Studiował germanistykę, historię, geografię i filozofię na Uniwersytecie w Monachium. W 1961 obronił doktorat z historii literatury nowożytnej w Niemczech, a habilitację w 1969 na Uniwersytecie w Monachium. Następnie pracował jako asystent i wykładowca na uniwersytetach w Monachium, Bochum, Erlangen-Norymberga. W 1970 został profesorem zwyczajnym nowoczesnej literatury niemieckiej na Uniwersytecie w Trewirze-Kaiserslautern. Stamtąd w 1974 przeniósł się na Uniwersytet w Monachium. Otrzymał Wielki Krzyż Zasługi Republiki Federalnej Niemiec (1998), Bawarski Order Zasługi (1995), Bawarski Order Maksymiliana Nauki i Sztuki (1999)